# عبد الله بن حسون

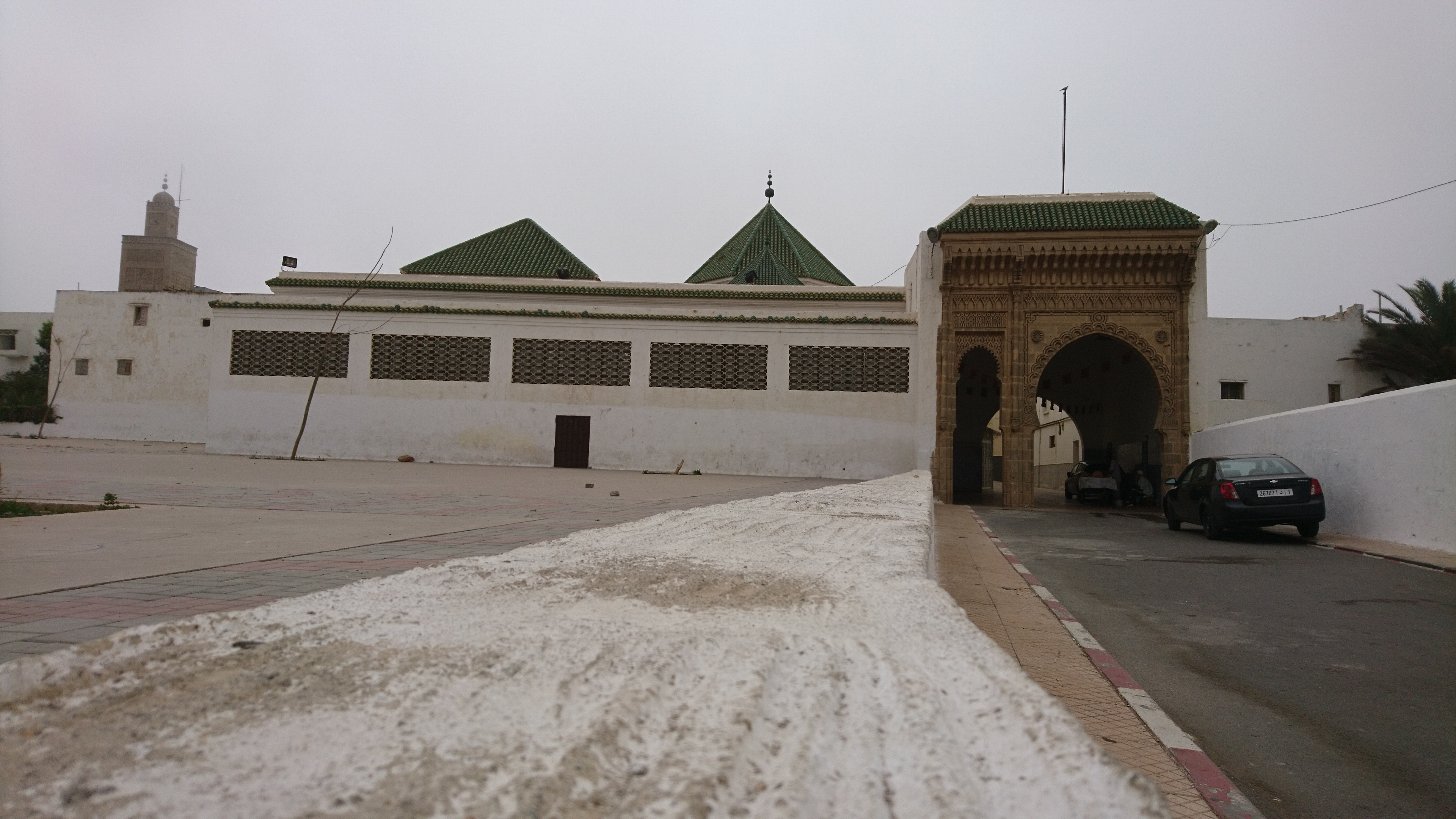
مدخل ضريح سيدي عبد الله بن حسون و مقر الزاوية الحسونية بالمدينة القديمة لسلا

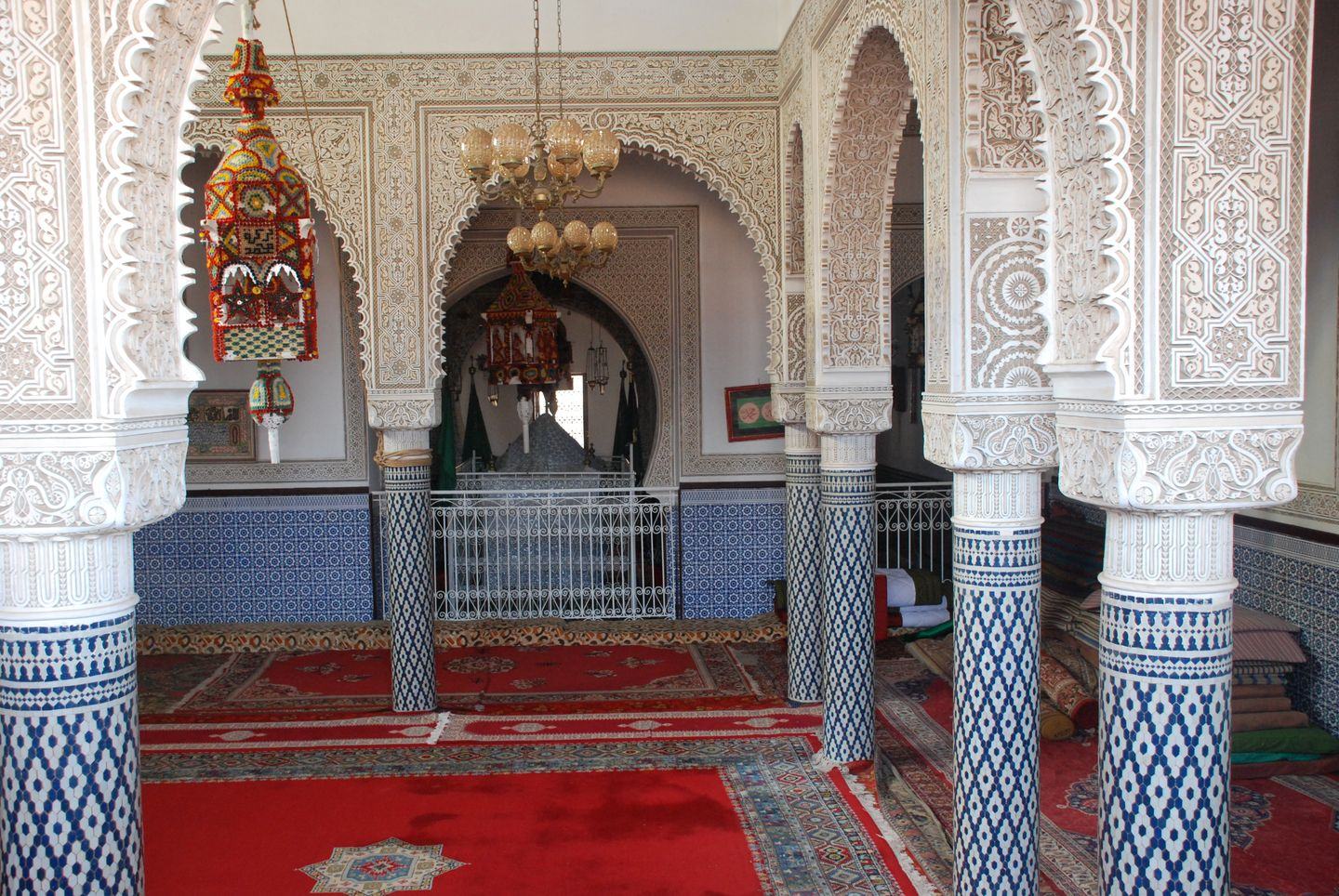
داخل ضريح عبد الله بن حسون

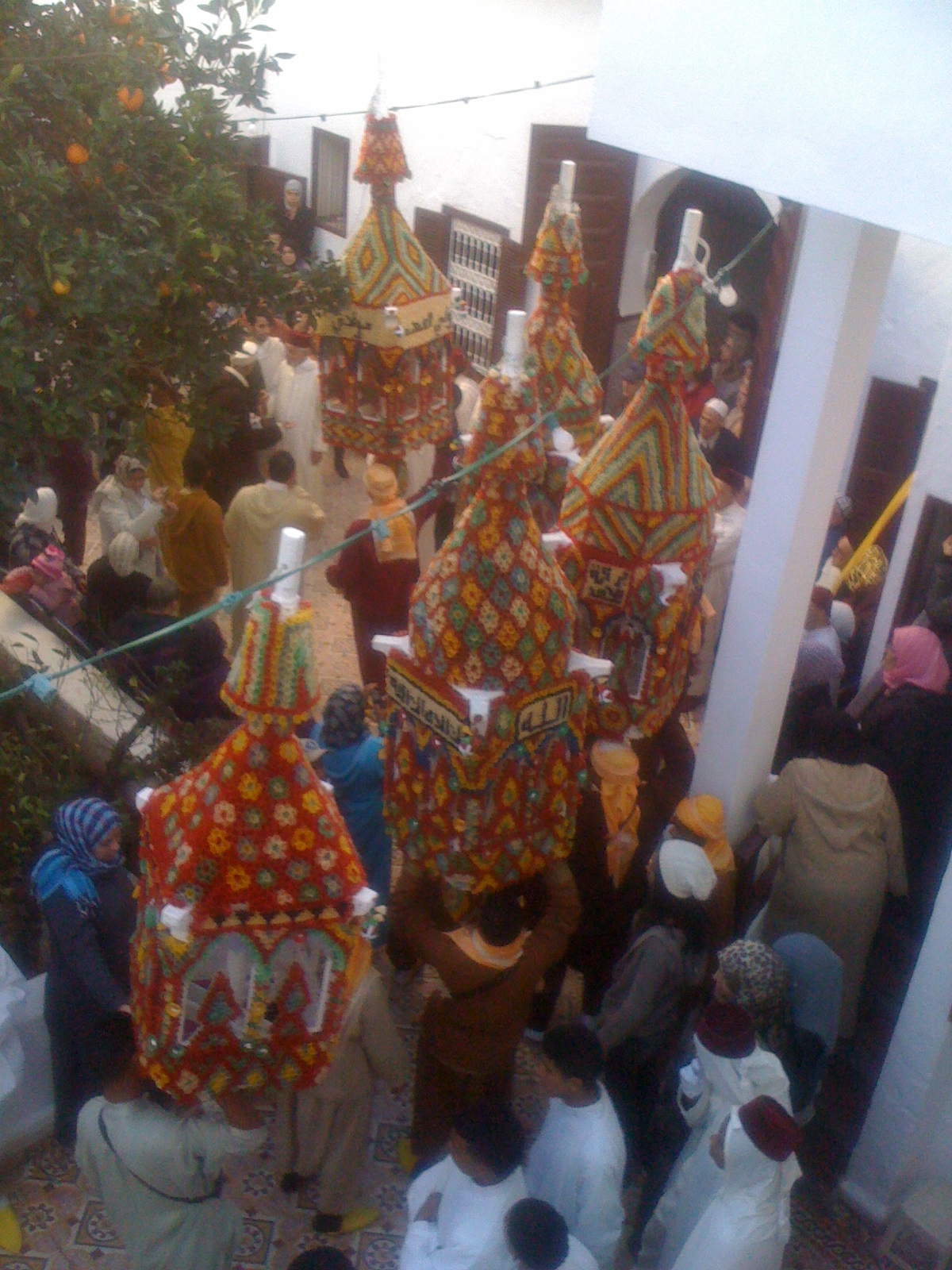
شموع عبد الله بن حسون

عبد الله بن أحمد بن الحسن الخالدي السلاسي السلاوي الشهير بابن حسون (ولد بفاس 1515 وتوفي بسلا 1604). يعتبر القطب بن حسون سلطان المدينة والأولياء بسلا ويقترن اسمه بموكب الشموع الذي دأبت الزاوية الحسونية على تنظيمه احتفاء بعيد المولد النبوي الشريف.

## حياته
يمتد النسب الصوفي له إلى الإمام الجزولي؛ فهو قد أخذ عن الشيخ عبد الله الهبطي الذي أخذ مباشرة عن الشيخ الغزواني مول القصور عن الشيخ عبد العزيز التباع عن الشيخ محمد الجزولي، لكن الناصري في الاستقصا يرى أن عبد الله بن حسون أخذ أيضا عن الإمام الغزواني مول القصور الممتد نسبه العلمي والصوفي إلى الشيخ الجزولي عبر الإمام التباع.
ويعد عبد الله ابن حسون أحد الأعلام المبرزين في عصره علما وسلوكا وأدبا عاليا. وقد جمع بين العلوم الفقهية والصوفية والعقلية حتى أصبح قطبا من أقطاب الطريقة الشاذلية؛ نقرأ في كتاب السياسة والمجتمع في العصر السعدي لإبراهيم حركات أن ابن حسون تتلمذ بجامع القرويين على عبد الواحد الونشريسي (ت 955 هـ)، وعبد الرحمن بن إبراهيم الدكالي (ت 962 هـ)، وأبي الحسن علي بن هارون (ت 951 هـ)، وعبد الوهاب الزقاق (ت 960 هـ)، وأحمد الحباك (ت 938 هـ)؛ ثم انتقل عبد الله بن حسون إلى معهد المواهب بالجبل الأشهب بمنطقة الهبط قرب الشاون، وهناك أخذ الطريقة الجزولية عن الشيخ عبد الله الهبطي (ت 963 هـ) وفق السند الذي ذكرناه.
عمل عبد الله ابن حسون على نشر منهجية شيخه عبد الله الهبطي في التصوف، ولما استوطن مدينة سلا انبرى للتدريس بجامعها الأعظم المبارك، فدرّس الفقه المالكي والمنطق والنحو، ودرّس علم الكلام وعلم الحساب وعلم الإشارات الصوفية، وقد حمل رسالة القرويين ليبثّها بالحاضرة السلاوية، كما نشر ما حصله بجبال الهبط من علوم ومعان سامية بما شكل دينامكية ثقافية وفكرية أسهم هذا العالم الفاضل في جعلها تعطي ثمارها في مدينة سلا التي اكتسبت صفة العلم والصلاح بامتياز.
شارك عبد الله بن حسون في الجهاد ضد المحتل الأجنبي، من ذلك مشاركته في معركة وادي المخازن الشهيرة، كما شارك في معارك ضد البرتغاليين بالرباط وسلا. يقول محمد بن علي الدكالي في الإتحاف الوجيز: تاريخ العدوتين (منشورات المكتبة الصبيحية، تحقيق مصطفى بو شعراء): «كان الشيخ شجاعا ومجاهدا، وقد ظهرت شجاعته عندما هاجمت السفن البرتغالية مدينة سلا والرباط، فتصدى لها مع مريديه وردوها على أعقابها وكبدوها خسائر باهرة، وشرع الناس يحترمونه ويقدرونه، وحينئذ رأى الناس فيه رجلا صالحا وأنه رجل يستحق الاحترام والتقدير في الحياة وبعد الممات».
تلقى عن شيخه عبد الله الهبطي المعارف العلمية والتربية السلوكية الصوفية، وحب الجهاد وبغض المحتل، وكان من نتائج هذه الروح الجهادية ظهور المجاهد العياشي، كبطل قومي بلغت شهرته الآفاق.
من أشهر تلاميذ الشيخ عبد الله بن حسون المجاهد محمد العياشي المالكي (ت 1051 هـ/ 1641 م)، ومحمد سعيد العتابي (ت 1032 هـ/ 1623 م) المدفون بجوار شيخه بن حسون بمدينة سلا، ومحمد بن محمد الواوزغتي (ت 1062 هـ)، ومحمد بن أبي بكر الدلائي شيخ الزاوية الدلائية (ت 1046 هـ)، وأحمد بن محمد ابن عطية (ت 1015 هـ/ 1607 م)، ومحمد القجيري صاحب الطريقة القجيرية (ت 1046 هـ)، وعبد الله السائح (ت 1076 هـ)، وأحمد السائح، والحسن بن علي ابن أحمد بن موسى السملالي، ويوسف بن عابد الحسني.
للزاوية الحسونية أملاك حبسية كثيرة داخل سلا وأحوازها من قطع أرضية أوقفت لفائدة تغطية نفقات تزويق الشموع وكذا إطعام الفقراء ليلة المولد النبوي وضريح القطب ابن حسون مشهور عليه بناء جميل كرونق من أبنية السلطان إسماعيل بن علي الشريف وقد تم توسيعه وترميمه في عصرنا الزاهر بأمر من الحسن الثاني حتى أصبح أعجب الأضرحة وأحسنها زخرفة وجمالا.
توفي عبد الله بن حسون سنة 1013 هـ/ 1604 م بسلا، وبها دفن خلف الجامع الأعظم المبارك. وبعد وفاة عبد الله بن حسون استمر أحفاده وأتباع زاويته بإقامة موكب الشموع برعاية محمد السادس، فقد استمر هذا الموسم في عهد الدولة العلوية.